# Tomb of Queen Hetepheres
Tomb of Queen Hetepheres graven heter också Hetepheres I:s grav med registernummer G 7000x) är en forntida egyptisk schaktgrav i Giza. Graven tillhör den östra kyrkogården i Cheopspyramiden (nekropolis G 7000) och ligger inte långt från det nordöstra hörnet av den norra drottningens pyramid G I-a. Den egyptiska drottningen Hetepheres I var mor till Cheops och troligen hustru till Snofru.
Graven upptäcktes 1925 av kollegor till egyptologen George Andrew Reisner. Ett schakt leder över 27 meter djupt till en kammare som fortfarande innehöll stora delar av drottningens begravningsutrustning. Det organiska materialet från fynden hade redan försvunnit och bara damm och de minsta fragmenten fanns kvar. Det var möjligt att rekonstruera många föremål. Graven blev berömd på grund av stilen och rikedomen i den kungliga gravens inredning. Det är den bäst bevarade begravningsutrustningen för en drottning av det gamla riket. 
Graven var dock inte orörd. Alabastersarkofagen hittades tom, men den förseglade baldakinen med inälvorna var fortfarande intakt. Hittills har man inte funnit någon tillfredsställande förklaring till gravens utformning. Det var sannerligen inte den vanliga typen av grav för kungens mor. Det kan ha varit en gömd grav (cachette) för att skydda mot gravplundrare eller en nödgrav. 